# Peter Smitskam
Peter Smitskam (Den Haag, 2 april 1958) is een Nederlands politicus namens de PVV. Hij is sinds 2018 gemeenteraadslid van Zoetermeer en sinds 6 december 2023 lid van de Tweede Kamer der Staten-Generaal.
Sinds 30 januari 2024 is Smitskam lid van de parlementaire enquête naar de aanpak van de coronapandemie. Op 4 februari 2025 hield Smitskam zijn maidenspeech over de Wet transparantie en tegengaan ondermijning door maatschappelijke organisaties.